# Mission Apocalypse (film)
Cet article concerne film de 1966. Pour la bande dessinée de Buck Danny, voir Mission Apocalypse.
Pour plus de détails, voir Fiche technique et Distribution.
Mission Apocalypse (Missione apocalisse) est un film italo-espagnol sorti en 1966, réalisé par Guido Malatesta.

## Trama
Un agent secret à Hong Kong est chargé d'empêcher un attentat terroriste : on menace de lancer un missile dans la ville de New York. 

## Fiche technique
- Titre français : Mission Apocalypse
- Titre original italien : Missione apocalisse
- Titre original espagnol : 087 Mision apocalipsis[1]
- Genre : espionnage, science-fiction
- Réalisation : Guido Malatesta (sous le pseudo de James Reed)
- Scénario : Guido Malatesta, Angelo Sangermano
- Production : Luigi Mondello pour Estela Films, Nike Cinematografica
- Photographie : Julio Ortas
- Montage : Jolanda Benvenuti
- Effets spéciaux : Eugenio Ascani
- Décors : Jaime P. Cubero[1]
- Musique : Francesco De Masi
- Année de sortie : 1966
- Image : Eastmancolor[1], 2,35 : 1
- Durée : 87 min[1]
- Pays :  Espagne,  Italie
- Date de sortie en salle en France : 4 décembre 1968[2]

## Distribution
- Arthur Hansel : Arthur
- Pamela Tudor : Dorine
- Eduardo Fajardo : Axel
- George Rigaud : 'Chef Z'
- Moa Tahi : Chinghi
- Angelo Dessy : M. S
- Harold Bradley : King Joe
- Tullio Altamura (en) : Tulk
- Fortunato Arena : Francis
- Andrea Aureli : Bien Fu
- Claudio Biava : Claude
- Aldo Bonamano : Al
- Elina De Witt : Gladys
- Miguel Del Castillo : Miguel
- Consalvo Dell'Arti : Charles
- Attilio Dottesio : M. Langton
- Federico Gentile : Frederick
- Franco Morici : Frank
- Patricia Méndez : Patricia
- Bruno Tocci : Bruno